# Laia Estruch
Laia Estruch (Barcelona, 1981) és una artista catalana.

## Biografia
Nascuda a Barcelona, es va llicenciar en Belles Arts per la Universitat de Barcelona. Posteriorment va ampliar els seus estudis a la universitat Cooper Union de Nova York.
Com a artista, la seva pràctica s'inscriu en el marc de la performance. Els seus projectes fan audibles, a través de la veu, continguts textuals o gràfics procedents d'arxius diversos, per crear-ne de nous, a partir de la composició de partitures i l'enregistrament de so.
Destaquen els seus projectes Serendipity, Arts visuals 2011 (Sala d'Art Jove de la Generalitat de Catalunya), Jingle (Espai Cub, BCN Producció 2011, La Capella), En lloc d'actuar fabulo, projecte deslocalitzat, La Villarroel (BCN Producció 2012), Moat, Artistas en Residencia 2017 (La Casa Encendida i el CA2M).
La seva obra es troba present en col·leccions privades i públiques, com la col·lecció del Banc Sabadell, la col·lecció del Centre d'Art Fundació Palau i la col·lecció Patrim, de la Universitat de Belles Arts de Barcelona.
Durant la pandèmia de la COVID-19, es va incorporar a la farmàcia de la seva família a Nou Barris de Barcelona.
El setembre de 2022 va fer una intervenció artística a La Roca dels Moros.
L'estiu del 2023 va instal·lar Trena a la Sala Oval del Museu Nacional d'Art de Catalunya. Es tracta d'una peça tubular de 33 metres de llargada que convida al Visitant a entrar-hi. Durant l'estiu del mateix any hi va realitzar diverses performances en el marc d'aquesta instal·lació.

## Exposicions destacades
- 2018—’Sibina’. Cicle Una força vulnerable. Capella de Sant Roc. Valls.
- 2015— /fu:d/. SIS Galeria. Travessia de la Borriana 6. Sabadell.
- 2013— Solo Project. ‘Performance al teatre’. Arte Santander. Art Fair Santander.
- 2012— Jingle. Programa Blind Dates Rita McBride’s Arena. Oferta Pública de Rita McBride. MACBA. Museu d'Art Contemporani de Barcelona.[6]
- 2011— Jingle. BCN Producció’11. Espai Cub. La Capella, Barcelona. Spain

## Premis i reconeixements
- Premi Ciutat de Barcelona 2021[7]